# 釜石北インターチェンジ
釜石北インターチェンジ（かまいしきたインターチェンジ）は、岩手県釜石市にある三陸沿岸道路（釜石山田道路）のインターチェンジ (IC) である。
当ICは仙台方面のみ出入り可能なハーフインターチェンジである。

## 歴史
- 2011年（平成23年）3月5日 : 釜石両石IC - 釜石北IC間開通に伴い供用開始[1]。
- 2019年（令和元年）6月22日 : 釜石北IC - 大槌IC間開通[2]。

## 道路

### 本線
- E45 三陸沿岸道路（釜石山田道路・43番）

### 接続する道路

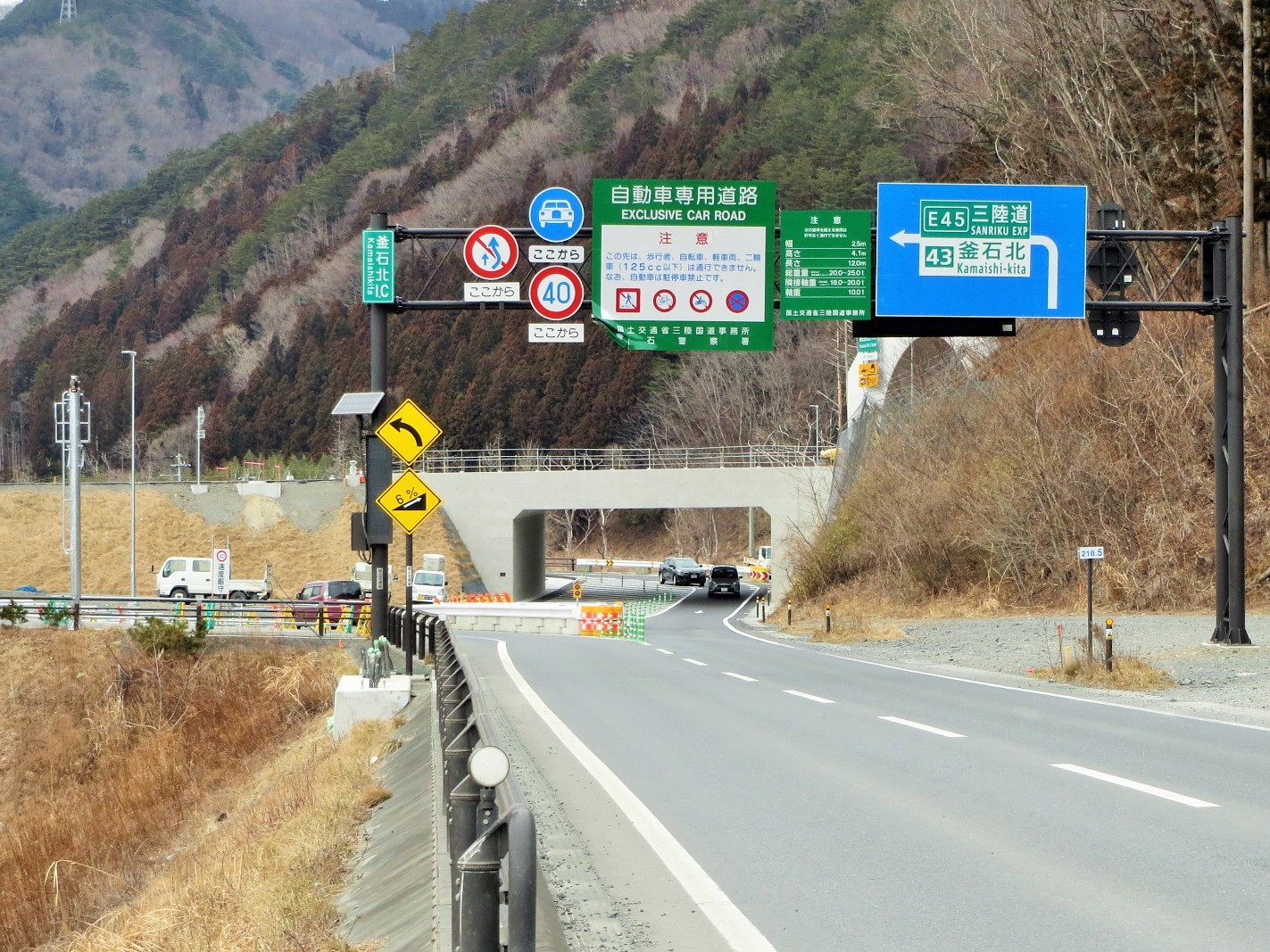
国道45号からの出入口付近

- 直接接続
  - 国道45号

## 料金所
無料区間につき設置されていない。 

## 周辺
- 釜石鵜住居復興スタジアム
- 三陸鉄道リアス線 鵜住居駅
- 鵜住神社

## 隣
E45 三陸沿岸道路（釜石山田道路）
(42) 釜石両石IC - (43) 釜石北IC -  (44) 大槌IC
- 当ICから宮古方面は利用できない。